# Chronos (Datenbank-Archivsystem)
Chronos ist eine kommerzielle Software zum Archivieren von Datenbankinhalten. Chronos wurde von 2004 bis 2006 von CSP in Zusammenarbeit mit dem Fachbereich Informatik der Fachhochschule Landshut entwickelt. Zu den Kunden zählen E.ON, ING, BMW, Audi und einige andere. Chronos implementiert alle Komponenten eines OAIS (ISO 14721)-konformen Archivsystems. Es ist dabei ein klar dokumentiertes Verfahren mit offenen Technologiestandards und besitzt eine Trennung verschiedener Komponenten für Ingest, Datenmanagement, Archivierung und Zugriff.

## Datenstruktur
Chronos extrahiert Daten aus einem Datenbankmanagementsystem und speichert sie in einem Chronos-Archiv als Text- oder XML-Dateien. Alle Daten können daher ohne ein Datenbankmanagementsystem (DBMS) oder Chronos selbst aufgerufen und gelesen werden, da sie im reinen Textformat vorliegen. Dabei besteht dieses Textformat aus ASCII/UTF Daten für die Primärdaten sowie XML Daten für die Metadaten. Dadurch entfällt die Notwendigkeit, ein DBMS nur für das Lesen erhaltener statischer Datenbanken zu unterhalten, sowie die Notwendigkeit, Datenbankdateien auf neuere Datenbankformate zu migrieren, was mit einem gewissen Risiko verbunden ist. Obwohl Chronos Daten im reinen Textformat speichert, werden seine Abfragefunktionen als vergleichbar mit denen einer relationalen Datenbank angesehen.